# Omobola Johnson
Omobola Olubusola Johnson, née le 28 juin 1963, est une scientifique nigériane et la présidente honoraire de l'Alliance for Affordable Internet (A4AI). Elle est aussi l'ex-ministre des technologies de la communication du cabinet du président Goodluck Jonathan.

## Formation
Née en 1963, Omobola Johnson étudie à l'école internationale d'Ibadan puis à l'université de Manchester, où elle obtient un Bachelor of Engineering (en) en génie électrique et électronique. Elle poursuit ses études au King's College de Londres et obtient une maîtrise universitaire ès sciences en électronique numérique. Elle détient également un doctorat de l'université de Cranfield.

## Carrière
Elle travaille dans un premier temps comme consultante puis assume la direction générale d'Accenture au Nigeria. Elle travaille pour Accenture depuis 1985, à l'époque où le groupe s'appelait encore Andersen Consulting. 
Johnson cofonde une organisation de femmes, WIMBIZ (Women in Management, Business and Public Service), en 2001.
Puis elle devient ministre nigérian des technologies de la communication, créé dans le cadre du programme de transformation du gouvernement nigérian. Sous sa direction, ce ministère lance notamment le satellite NigComSat-IR, , qui contribue à compléter les efforts du pays en matière de connectivité par fibre optique et de fourniture d'une plus grande largeur de bande. Le ministère contribue également à déployer un réseau de fibres optiques connectant les universités nigérianes à l'univers plus large de la recherche et de l'éducation. Ce ministère déploie également des ordinateurs personnels dans les écoles secondaires dans le cadre de la première phase du Programme d'accès aux écoles (SAP), tandis qu'environ 193 institutions tertiaires du pays ont désormais accès à Internet dans le cadre du Programme d'accès aux institutions tertiaires (TIAP) et que 146 communautés ont accès aux Centres de communication communautaires déployés dans tout le pays.